# Wielokształtny częstoskurcz przedsionkowy
Wielokształtny częstoskurcz przedsionkowy (łac. Tachycardia atrialis multiformis, ang. Multifocal Atrial Tachycardia) - rzadkie zaburzenie rytmu serca typu nadkomorowego obserwowane u niektórych osób w podeszłym wieku z zaawansowanymi schorzeniami układu krążenia. Wynika z obecności różnych ognisk ektopowych w przedsionkach, które powodują pobudzenia serca o częstotliwości 100-250 na minutę. W EKG w tym samych odprowadzeniach są załamki P o różnej morfologii. Ponadto obserwuje się: zmienny odstęp PQ, na ogół prawidłowy kształt zespołów QRS oraz niemiarowy rytm komór.